# Річард Ніл
Річард Едмунд Ніл (англ. Richard Neal; 14 лютого 1949 року) — американський політик, представник США в 1-му виборчому окрузі Массачусетса з 1989 року. Округ, який з 1989 по 2013 рік був 2-м округом, включає Спрінгфілд, Вест-Спрінгфілд, Піттсфілд, Голіок, Агавам, Чікопі та Вестфілд, і він набагато більш сільський, ніж решта штату. Член Демократичної партії, Ніл є деканом делегації штату Массачусетс у Палаті представників Сполучених Штатів з 2013 року, а також він є деканом делегацій Нової Англії.